# Quitéria da Costa
Quitéria da Costa (* 1967 oder 1968) ist eine Politikerin aus Osttimor. Sie ist Mitglied der União Democrática Timorense (UDT).

## Werdegang
1999 kandidierte Costa bei den Wahlen 2001 auf Platz 6 der UDT-Liste in die Verfassunggebende Versammlung. Die UDT gewann nur zwei Sitze, doch verzichteten Kandidaten auf ihren Sitz, so dass nachrücken konnte und eine aktive Rolle in der Versammlung übernahm. So übernahm sie von Isabel da Costa Ferreira ihren Sitz im Systematisation and Harmonisation Committee.
Mit der Unabhängigkeit Osttimors am 20. Mai 2002 wurde die Versammlung zum Nationalparlament und Costa Abgeordnete. Hier war sie Mitglied der Kommissionen B (Kommission für Außenangelegenheiten, Verteidigung und nationale Sicherheit), E (Kommission für die Eliminierung von Armut, ländliche und regionale Entwicklung und Gleichstellung der Geschlechter) und G (Kommission für Infrastruktur).

## Veröffentlichungen (Auswahl)
- ANALYSIS OF REGIONAL DEVELOPMENT PLANNING AND COMMUNITY EMPOWERMENT IN IMPROVING THE WELFARE OF THE COMMUNITY IN THE BORDER REGION(a Study at Lebos Village and Gildapil Village, Bobonaro Regency, Timor-Leste), INTERNATIONAL JOURNAL OF SOCIAL SCIENCES, 20. Juni 2019, ISSN 2305-4557.